# Sally (film)
Sally er en amerikansk Musicalfilm fra 1929, instrueret af John Francis Dillon. Den havde Marilyn Miller, Alexander Gray, Joe E. Brown og Pert Kelton i hovedrollerne.
Manuskriptet blev skrevet af Waldemar Young og A. P. Younger baseret på broadway-hittet Sally af Guy Bolton og P.G. Wodehouse.
Marilyn Miller, som havde hovedrollen på broadway, blev ansat af Warner Bros. ved en ekstravagant løn (angiveligt $ 1000 i timen for i alt $ 100.000) for at spille hovedrollen i filmversionen.
Jack Okey blev nomineret til en Oscar for bedste scenografi for sit arbejde med filmen.

## Eksterne Henvisninger
- Sally på Internet Movie Database (engelsk)
- Sally i Svensk Filmdatabas (svensk)
- Sally på MovieMeter (nederlandsk)
- Sally på AllMovie (engelsk)
- Sally hos American Film Institute (engelsk)
- Sally på Turner Classic Movies (engelsk)
- Sally på The Movie Database (engelsk)
- Sally på Rotten Tomatoes (engelsk)
- Sally på Filmaffinity (engelsk)
- Sally hos TV.com (engelsk)